# Битка при Клишов
Битката при Клишов (на полски: Kliszów) се води край едноименното село в Полша на 2 юли 1702 г., по време на Великата Северна война между шведите, начело с Карл XII и саксонско-полските войски на Август II.

## Ход на битката
След като превзема Варшава на 14 май 1702 г., Карл тръгва да търси противника си и го открива на юг. Атакува го с 12 000 души срещу неговите 24 000 и още с първата атака ги обръща в бягство.
Победата дава самочувствие на шведите за дръзкото превземане на Краков три седмици по-късно. При Клишов шведската конница практикува един дотогава непознат строй – галопиране в тесни и сбити редове, които притежават неотразима ударна сила. В следващите битки подобен маниер се приема и от пехотата.